# Perse (figlio di Perseo)
Nella mitologia greca, Perses è il figlio primogenito di Perseo e Andromeda. Secondo il mito fu lasciato dai genitori presso la corte del nonno Cefeo, re degli Etiopi e padre di Andromeda. In seguito, trasferitosi in Asia, sarebbe diventato l'antenato eponimo dei Persiani.
Apparentemente i Persiani conoscevano la storia, poiché Serse cercò di usarla per corrompere gli Argivi durante la sua invasione della Grecia, ma alla fine non ci riuscì.
Il dialogo (pseudo) platonico Alcibiade primo (120e), scritto alla fine del IV secolo a.C., lo identifica con Achemene, l'eroe fondatore dell'Impero achemenide, affermando che sia Achemene che Eracle fossero figli di Perseo.